# Йота Южного Треугольника
Йота Южного Треугольника (ι TrA, ι Trianguli Australis) — тройная звезда в созвездии Южного Треугольника. Удалена примерно на 132 световых года от Земли. Видимая звёздная величина +5.28 (видна невооружённым глазом).